# Пуансине де Сиври, Луи
Луи́ Пуансине́ де Сиври́ (фр. Louis Poinsinet de Sivry; 20 февраля 1733, Версаль — 1804, Париж) — французский писатель; старший брат драматурга Анри Пуансине.

## Биография и творчество
Девятнадцати лет от роду дебютировал сборником стихотворений «Эглеиды» («Egléides»; 1754), посвящённых некой Эгле (Eglé). Он написал также трагедию «Briseis» (Брисеида; 1759), содержание которой взято из Илиады, и которая имела успех на сцене. В 1789 году Пуансине напечатал третью трагедию — «Caton d’Utique» (Катон Утический), в которой он защищал идеи революции, и которая не могла быть поставлена на сцене.
Из других его сочинений более известны:
- «Berlue» (Л., 1759),
- «Philosophes de bois», комедия в стихах (Париж, 1760),
- «Traité de la politique privée» (Амстердам, 1768),
- «Traité des causes physiques et morales du rire» (там же, 1768),
- «Origine des premières sociétés» (там же, 1769),
- «Manuel poétique de l’adolescence républicaine» (там же, 1792).

Часть его сочинений издана (Париж, 1763—1773) под заглавием «Théâtre et oeuvres diverses».